# Hannes Tannert
Hannes Tannert (* 16. November 1900 in Hamburg; † 16. März 1976 in Baden-Baden) war ein deutscher Theater-, Hörspiel- und Filmregisseur, Theaterintendant, Schauspieler und Hörspielsprecher.

## Wirken
Tannert hatte in seiner Heimatstadt Hamburg die Paßmannsche Privat-Realschule besucht und gleich nach dem Ersten Weltkrieg privaten Schauspielunterricht bei Ludwig Hartau erhalten. Nach einigen unbedeutenden Schauspielengagements wurde er 1928 als Oberregisseur und stellvertretender Intendant an das Gießener Stadttheater geholt. 1933 war Tannert Intendant des Stadttheaters Krefeld, 1935 Schauspieldirektor in Dortmund. Von 1936 bis 1943 wirkte er als Schauspieldirektor am Schauspielhaus in Bremen. Die verbleibenden Kriegsjahre wirkte er als Intendant des Städtischen Schauspielhauses in Stuttgart.
Die Nachkriegszeit begann für Hannes Tannert 1946 als Direktor des Theaters der Jugend, ebenfalls in Stuttgart. Dort blieb er zwei Jahre, ehe er 1949 als Intendant des Theaters der Stadt Baden-Baden verpflichtet wurde. Seit den späten 1940er-Jahren war er auch für den Südwestfunk als Hörspielregisseur tätig. Unter seiner Regie entstand für die Sendereihe Literatur eine Bearbeitung von Arthur Schnitzlers Einakterzyklus Lebendige Stunden (1949). Ab Mitte der 1950er-Jahre war er als Regisseur von Fernsehproduktionen tätig; seine erste Regiearbeit war die Komödie Towarisch, mit Hannsgeorg Laubenthal, Ettore Cella und Käthe Lindenberg in den Hauptrollen. In den folgenden Jahren drehte er vor allem Komödien, mit bekannten Schauspielern wie Agnes Fink (in der Shaw-Adaption Pygmalion), Harry Meyen (Wie führe ich eine Ehe?), Maria Perschy (Fanny), Fritz Eckhardt (Ihr Bräutigam) und Tilla Durieux (Ihr 106. Geburtstag).
In den frühen 1960er-Jahren drehte Tannert noch das Fernsehspiel Chiarevalle wird entdeckt (1963), nach einem Drehbuch von Martin Walser und Joachim Wedekind (nach dem Lustspiel von Nicola Manzari), mit Harald Leipnitz, Max Mairich und Olga von Togni in den Hauptrollen. Bis 1965 war er Intendant des Baden-Badener Theaters. Des Weiteren betätigte sich Tannert als Hörspielsprecher, u. a. in Tolstois Auferstehung (1964) und Schauspieler, zu sehen in Nebelmörder (1964) und der Theateraufzeichnung Aktien und Lorbeer (1967).

## Filmografie
- 1955: Towarisch
- 1955: Wo die Liebe ist, da ist auch Gott
- 1956: Das träumende Mädchen
- 1956: Wie führe ich eine Ehe?
- 1956: Pygmalion (nach George Bernard Shaw)
- 1956: Das lange Weihnachtsmahl (nach Thornton Wilder)
- 1957: Ihr 106. Geburtstag
- 1958: Fanny (nach Marcel Pagnol)
- 1958: Mein Sohn, der Herr Minister
- 1958: Ihr Bräutigam
- 1958: Der Muck
- 1959: Der blaue Strohhut
- 1959: Alt-Heidelberg
- 1961:  Die frommen Schwestern
- 1963: Chiarevalle wird entdeckt
- 1965: Panoptikum

## Hörspiele (Auswahl)

### Regie
- 1949: Ferenc Molnár: Theater (SWF)
- 1949: Frederick Lonsdale: Mrs. Cheney's Ende (SWF)
- 1949: William Somerset Maugham: Der Kreis (SWF)
- 1949: Arthur Schnitzler: Literatur (SWF)
- 1950: Gerhart Hauptmann: Elga (SWF)

### Sprecher
- 1948: Hermann Bahr: Das Konzert – Regie: Paul Land
- 1948: Samuel Spewack, Bella Spewack: Junger Mann und junges Mädchen (Boy meets Girl) – Regie: Gerd Beermann
- 1949: Günter Rutenborn: Auferstehung – Bearbeitung und Regie: Julius Albert Flach
- 1949: Ladislaus Fodor: Gericht bei Nacht – Bearbeitung und Regie: Karl Peter Biltz
- 1950: Ernst von Khuon: Helium – Regie: Gerd Beermann
- 1950: Peter Hirche: Sherlock Holmes verschenkt tausend Pfund – Regie: Paul Land
- 1950: Peter Lotar: Der Dichter des Sonnenkönigs – Jean Baptiste Racine – Regie: Gerd Beermann
- 1951: Ernst von Khuon: Schritt ins Weltall – Utopie und Wirklichkeit – Regie: Gerd Beermann
- 1951: Marcel Pagnol: Der Bäcker und seine Frau – Regie: Peter Hamel; Werner Schlechte
- 1952: Friedrich Dürrenmatt: Der Prozeß um des Esels Schatten – Regie: Karl Peter Biltz
- 1952: Carl Dietrich Carls: Der Fall Axel Petersen – Regie: Gerd Beermann
- 1952: Emery Bonett, Erwin Wickert: Unkraut unter dem Weizen – Regie: Karl Peter Biltz
- 1953: Thomas Stearns Eliot: Mord im Dom – Bearbeitung und Regie: Gert Westphal
- 1953: Ernst von Khuon: Raumstation I beherrscht die Erde – Regie: Gerd Beermann
- 1954: Georges Simenon: Der Passagier vom 1. November (1. Teil: Stadt im Nebel; 2. Teil: Wölfe und Schafe) – Regie: Karl Peter Biltz
- 1954: Erwin Wickert: Sarajewo – Regie: Karl Peter Biltz
- 1955: Peter Lotar: Friedrich Schillers Leben und Werk (4 von 6 Abenden). Nach historischen Quellen – Regie: Wilhelm Semmelroth
- 1955: Marcel Pagnol: Die Tochter des Brunnenmachers – Regie: Peter Hamel
- 1956: Felix Gasbarra: John Every oder Wieviel ist der Mensch wert – Regie und Sprecher: Werner Finck
- 1957: Franz Kafka: Amerika – Bearbeitung und Regie: Ludwig Cremer
- 1957: Herman Bang: Eine unheimliche Geschichte – Bearbeitung und Regie: Ulrich Lauterbach
- 1958: Hans Scholz: Kaspar Hauser – Regie: Gert Westphal
- 1958: Werner Illing: Der Herr vom anderen Stern. Ein radiophonisches Musical – Regie: Werner Illing
- 1959: Lew Tolstoi: Wieviel Erde braucht der Mensch? – Regie: Hans Bernd Müller
- 1959: Fjodor Michailowitsch Dostojewski: Iwan Matwejewitsch und das Krokodil. Eine ganz ungewöhnliche Geschichte – Regie: Gerd Beermann
- 1961: Erwin Wickert: Caesar und der Phönix – Regie: Peter Schulze-Rohr
- 1962: Marguerite Duras, Geneviève Serreau: Damm gegen den Pazifik – Bearbeitung (Musik) und Regie: Peter Schulze-Rohr
- 1963: Herbert Tjadens: Das schöne Fräulein Aiko – Regie: Werner Hausmann
- 1963: Walentin Chorell: Die Nackte über Witebsk – Regie: Otto Kurth
- 1964: Georges Simenon: Georges Simenon-Reihe (5. und 6. Folge) – Bearbeitung und Regie: Gert Westphal
- 1964: Alix du Frênes: Durchreise – Regie: Peterpaul Schulz
- 1964: Erich Kästner: Das fliegende Klassenzimmer – Regie: Benno Schurr
- 1965: Karl May: Der blaurote Methusalem (4 Teile) – Regie: Lothar Schluck
- 1967: Patrick Hampton: Die Maske des Mörders – Bearbeitung: Hellmuth Kirchammer, Regie: Heinz Schimmelpfennig[4]
- 1968: Brian Friel: Blinde Mäuse – Regie: Cläre Schimmel
- 1968: Berkely Mather: Ohne Dank zurück – Regie: Fritz Schröder-Jahn
- 1969: Miguel Barnet: Rachels Lied – Regie: Peter Michel Ladiges
- 1972: Raymond Ragan Butler: Die Lieferung – Regie: Peter Michel Ladiges

## Schriften
- Hannes Tannert u. a.: 100 Jahre Theater Baden-Baden. Rendez-vous mit einem Jahrhundert. Bäder- u. Kurverwaltung, Baden-Baden 1962